# Médaille du mérite (Israël)
Pour les articles homonymes, voir Médaille du mérite.
La Médaille du mérite (hébreu : :עיטור המופת) est l'une des décorations militaires israéliennes.

## Historique
La médaille a été créée en 1970 (et a été accordée rétroactivement) par la Knesset.
La médaille est décernée pour un acte de bravoure exemplaire.
À ce jour, 600 médailles ont été décernées, dont la dernière en 2007. Cinq lauréats ont reçu la médaille à deux reprises.

## Conception
La médaille a été conçue par Dan Reisinger et est de forme est circulaire.
Sur la face de la médaille est représentée une épée avec un rameau d'olivier, symbolisant la force contrôlée. Le revers est uni.
La médaille est attachée à un ruban bleu.
La médaille est frappée par les L'entreprise des monnaies et médailles du gouvernement d'Israël, elle est fabriquée à partir de 25 grammes d'argent et le fermoir est en métal chromé.